# Ray Franky
Ray Franky (Bois-Guillaume (Frankrijk), 12 november 1917 – Vilvoorde, 7 juli 2002), geboren als François-Victor De Paepe, was een Vlaams charmezanger die zijn grootste successen in de jaren vijftig behaalde. Hij was vooral bekend als zanger van de evergreen Oh Heideroosje.

## Levensloop
De Paepe werd tijdens de Eerste Wereldoorlog geboren in Normandië. Zijn ouders verbleven er in Bois-Guillaume, na hun vlucht vanuit België. Na de oorlog keerde het gezin terug en ging in Mechelen wonen. De Paepe was er tijdens zijn jeugd kerkzanger.
Na de Tweede Wereldoorlog begon hij samen met de Mechelse accordeonist Pol Loos te zingen in diens café. In 1949 startte zijn zangcarrière en De Paepe nam de artiestennaam Ray Franky aan. In dat jaar volgde zijn eerste plaatopname: de song Domino die in Parijs werd opgenomen. Hij begon te toeren en kon van het zingen zijn beroep maken.
Zijn eerste grote succes volgde in 1953 met Zing signorita. Zijn allergrootste succes kwam er een jaar later met Oh, Heideroosje, een Vlaamse vertaling van Oh, Heideröslein van de Duitse componist Gerhard Winkler dat Ray Franky samen met Jetty Gitari zong. Hierdoor werd hij ook in Nederland populair.
Ray Franky bracht vanaf dan een dagelijkse uitzending op Radio Luxemburg waar hij presentator bleef tot in 1959. Zijn populariteit bleef groeien en zijn fanclub telde op het toppunt van zijn populariteit ruim 6000 leden. Ray Franky bleef aan de lopende band platen opnemen en hij kreeg in 1959 als eerste Vlaamse artiest een gouden plaat voor zijn 10-jarige carrière.
In het begin van de jaren zestig opende Ray Franky een café aan het Brusselse Zuidstation, waardoor hij gedwongen werd om zijn optredens te beperken en zijn plaatopnames te stoppen. Hij bleef wel voor zijn fans optreden in zijn café. In 1973 verkocht hij het café en begon opnieuw op te treden. Ray Franky behaalde echter nooit meer de successen van weleer. In 1975 ging hij dan ook noodgedwongen in het postsorteercentrum Brussel X werken tot aan zijn pensioen in 1982. Er kwam een nieuwe comeback en hij bleef zingen en nieuwe plaatopnames maken tot einde 1989, toen hij zijn 40-jarige carrière vierde. Kort daarna werd bij hem de ziekte van Parkinson vastgesteld waardoor Ray Franky gedwongen werd zijn carrière te beëindigen.

## Eerbetuiging
Ray Franky was ridder in de Kroonorde en kreeg postuum de trofee Onvergetelijk tijdens de Eregalerij.

## Discografie

### Hitnoteringen
| Single met hitnotering(en) in de Vlaamse Ultratop 50 | Datum van verschijnen | Datum van binnenkomst | Hoogste positie | Aantal weken | Opmerkingen    |
| ---------------------------------------------------- | --------------------- | --------------------- | --------------- | ------------ | -------------- |
| Thé dansant                                          | 1955                  | 01-03-1955            | 8               | 12           |                |
| Mi Carmencita                                        | 1955                  | 01-05-1955            | 9               | 20           |                |
| Baio bongo                                           | 1956                  | 01-03-1956            | 12              | 8            |                |
| Toen Casanova                                        | 1956                  | 01-06-1956            | 8               | 12           |                |
| Het blijft onder ons                                 | 1956                  | 01-09-1956            | 10              | 8            |                |
| Hou moed                                             | 1957                  | 01-07-1957            | 16              | 4            |                |
| Ik zeg je au revoir                                  | 1957                  | 01-10-1957            | 10              | 20           |                |
| Zolang een ster nog straalt                          | 1958                  | 01-03-1958            | 6               | 24           |                |
| Diana Marina                                         | 1958                  | 01-03-1958            | 18              | 4            |                |
| Hou van mij altijd                                   | 1958                  | 01-04-1958            | 15              | 4            | met Jo Leemans |

### Singles
- Domino (1949, 1951)
- Beloften (1952)
- Ben je vergeten (1952)
- Mooie woorden (1952)
- Honolulu serenade (1952)
- Genegenheid (1952)
- Vrolijk door 't leven (1953)
- Tropennacht (1953)
- Een heerlijk rendez-vous/Zing signorita (1953)
- Weelde (1953)
- Donna Theresa (1953)
- Thé dansant/Wat je naam was dat ben ik vergeten (1954)
- Katharina van Cordoba (1954)
- Rozen van Hawai (1954)
- Pedro's ezel (1954)
- Oh heideroosje (samen met Jetty Gitari) (1954)
- Willen wij? (1954)
- Jij bent mijn geluk (1954)
- Een brief in plaats van een roos (samen met Jetty Gitari) (1954)
- Witte kerstmis (1955)
- Mi Carmencita (1955)
- De eerste kus (1955)
- Droom vannacht, o signorina (1955)
- Doe bij het kussen je ogen dicht (1955)
- Vroeg of laat (1955)
- Wel te rusten, goede nacht (1955)
- Gevraagde platen (1956)
- Weet je/Baio bongo (1956)
- Oh!Lala!Maria van Malaga (1956)
- Als de sterren/Toen Casanova (1956)
- De laatste dans (1956)
- Het vergeet-me-nietje/Het blijft onder ons (1956)
- Ritmo cha-cha (1956)
- Bij zonneschijn of regen (1957)
- Zing, baby zing/Que sera, sera (samen met Lina Cora) (1957)
- Woorden zijn overbodig (1957)
- Bambino (1957)
- Als ik je nog eens zie/Hou moed (1957)
- Luna lunatica (1957)
- Mijn hart is zo verliefd (1957)
- Ik zet me dadelijk neer (en schrijf mezelf een briefje) (1957)
- Zolang een ster nog straalt/Afscheid van Jamaïka (1957)
- Hou van mij ... altijd (1958)
- Veel bittere tranen (1958)
- Te quiero (1959)
- De postkoets (samen met Lina Cora) (1959)
- Een beetje (1959)
- Venus (1959)
- Het lied van Orpheus (1959)
- Leg je hoofd op mijn schouder (1960)
- Iemand als jij (1960)
- Romantica (1960)
- Ce soir (1960)
- Wij zijn allen niet zo braaf (1972)
- Oh heideroosje/Zing signorita (heruitgave van zijn grootste successen) (1982)
- Karnaval in Pajottenland (1983)
- Postman Bravissimo (1985)
- Amai amai (1987)

### Albums
- 20 jaar successen (1974)
- 25 jaar (1975)
- Dromen met Ray Franky (1977)
- 30 jaar liedjes (1979)
- Een lied voor jou... (1981)
- Gouden troeven - de beste van Ray Franky (1985)
- Ik dank je (1987)
- De kracht van een lied - 40 jaar Ray Franky (1989)
- De mooiste keuze (1991)
- Charme en romantiek met Ray Franky (1995)
- Ray Franky (1999)
- Liedjes van weleer (4 volumes, 2002)
- Kerstmis met Ray Franky (2002)